# Scarabaeus intricatus
Scarabaeus intricatus är en skalbaggsart som beskrevs av Fabricius 1801. Scarabaeus intricatus ingår i släktet Scarabaeus och familjen bladhorningar. Inga underarter finns listade i Catalogue of Life.